# Chọn lọc giới tính

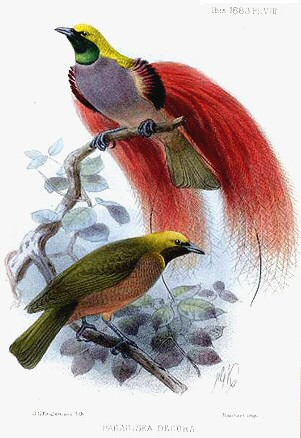
Ở loài chim thiên đường Goldie, con trống (ảnh trên) khác hẳn con mái (ảnh dưới). Tranh của John Gerrard Keulemans (1912).

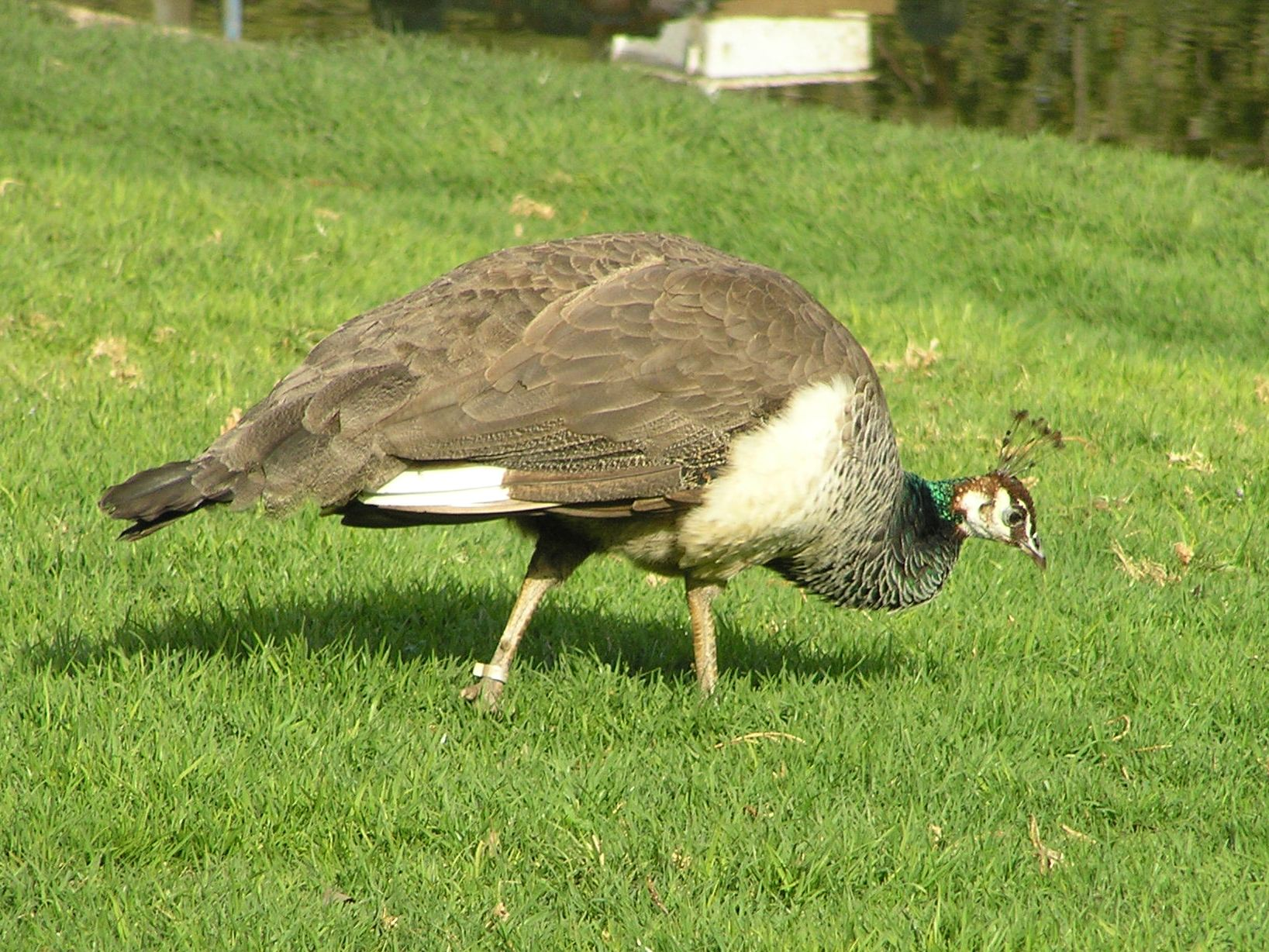
Con chim công mái với bộ lông vũ không sặc sỡ.

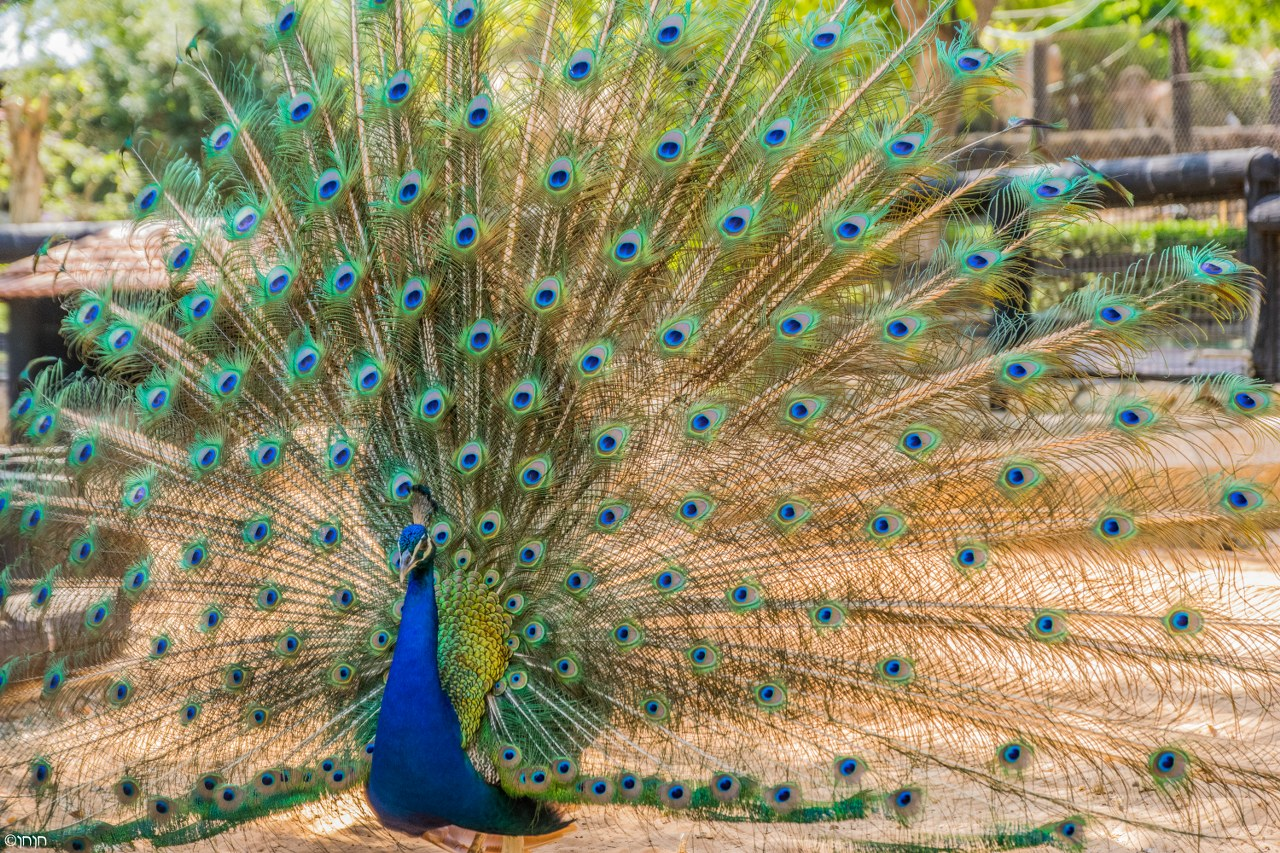
Còn con trống sặc sỡ và có đuôi rất dài, dễ vướng víu.

Công mái chỉ "yêu" con trống múa đẹp và có nhiều "mắt" ở lông đuôi hơn.

Chọn lọc giới tính là một phương thức riêng biệt của chọn lọc tự nhiên trong quá trình lựa chọn bạn tình của động vật để giao phối. Thuật ngữ này có nguồn gốc từ Tiếng Anh là sexual selection, do "cha đẻ" của học thuyết chọn lọc tự nhiên là Charles Darwin đưa ra vào khoảng năm 1871.

## Khái niệm
Khi tìm hiểu về giới tự nhiên hoang dã, Charles Darwin đã thấy rằng đại bộ phận sinh vật có hình thái thường là phù hợp với môi trường sống của chúng theo kiểu nguỵ trang: cơ thể chúng có hình dạng, màu sắc thường dễ lẫn với môi trường sống. Đây là đặc điểm thích nghi, vì nó giúp sinh vật tránh khỏi bị kẻ thù phát hiện, nhất là động vật săn mồi.
Tuy nhiên, ông cũng nhận thấy nhiều xu hướng ngược hẳn lại, một trong số đó là: ở cùng một loài thì con đực không chỉ to hơn mà còn sặc sỡ, nổi bật so với con cái, ví dụ như ở chim thiên đường. Tương tự như vậy, ở chim công: con mái có ngoại hình và màu sắc rất giản dị, trong khi con trống lại có màu sắc sặc sỡ và lại còn hay múa.
Màu sắc nổi bật và cái đuôi cồng kềnh của con trống rõ ràng là làm giảm đáng kể cơ hội sống sót của chính chúng. Nó chỉ tồn tại bởi vì nó mang lại lợi thế cho kẻ mang nó, nhờ đó mà tăng thành công sinh sản. Bởi thế, Darwin cho rằng những đặc điểm như vậy chỉ có thể tồn tại sau nhiều triệu năm tiến hóa, nếu chúng chắc chắn đã làm tăng thành công sinh sản của cá thể có đặc điểm đó, ngay cả khi phải trả giá bằng tính mạng sống của chúng. Theo thuật ngữ di truyền học ngày nay, thì loài với đặc điểm như thế đã để lại được vốn gen của chúng cho đời sau, bởi vì đơn giản là, chúng được chim mái chọn để giao phối. Con công mái thường chỉ chọn bạn đời là chim trống múa giỏi và đẹp mã.
Hiện tượng trên không chỉ có ở chim thiên đường, chim công mà còn thấy ở rất nhiều loài động vật từ động vật không xương sống đến có xương sống. Chẳng hạn như: con dế mèn đực nào khoẻ mà lại kêu to thì được dế cái đến trọ cùng tổ nhiều hơn. Con ếch đực nào tập trung đầu tiên ở mép nước và kêu to hơn thì có cơ hội giao phối nhiều hơn; mặc dù kêu to là tự làm lộ mình trước kẻ săn mồi.
Giả thuyết về chọn lọc giới tính thể hiện tầm nhìn rất sâu sắc của Darwin và thể hiện cạnh tranh sinh sản nội bộ, phát sinh từ thành công trong giao phối.

## Đại cương
Hai phương thức chọn lọc này có nghĩa là một số cá thể thành công trong việc sinh sản hơn những cá thể khác bên trong một quần thể, dù là do trông hấp dẫn hơn hay là do thích bạn tình hấp dẫn hơn để duy trì nòi giống. Ví dụ như trong mùa sinh sản việc chọn lọc giới tính ở loài ếch xảy ra với việc những con đực đầu tiên tụ tập ở rìa nước và cất tiếng gọi bạn tình: kêu ộp ộp. Các con cái sau đó tới và chọn con đực với tiếng kêu trầm nhất và có lãnh thổ tốt nhất. Nói chung, các con đực có lợi từ việc giao phối thường xuyên và tiếp cận một cách độc quyền với một nhóm con cái có khả năng sinh sản. Con cái có một số lượng con cháu giới hạn mà chúng có thể có và chúng đã tối đa hóa sự trả lại năng lượng mà chúng đầu tư vào việc sinh sản.
Khái niệm này lần đầu được phát biểu bởi Charles Darwin và Alfred Russel Wallace, những người miêu tả nó như là sự hình thành loài và rằng nhiều sinh vật đã tiến hóa các đặc điểm mà chức năng của chúng có hại cho sự sinh tồn cá biệt của chúng, và rồi được phát triển bởi Ronald Fisher vào đầu thế kỷ XX. Chọn lọc giới tính có thể dẫn tới các con đực điển hình phải nỗ lực cực độ để thể hiện sự phù hợp của chúng để được con cái lựa chọn, tạo ra hiện tượng dị hình giới tính ở những đặc điểm giới tính thú cấp, ví dụ như bộ lông trang trí của loài chim ví dụ như loài chim thiên đường và chim công, hoặc là gạc của loài hươu, hoặc bờm của sư tử, gây ra bởi một cơ chế phản hồi tích cực được biết đến với cái tên Fisherian runaway, trong đó việc truyền lại ham muốn có một đặc tính ở một giới tính thì cũng quan trọng như việc có đặc tính ở trong giới tính còn lại trong việc sản sinh ra hiệu ứng chạy trốn/ Mặc dù giả thuyết sexy son chỉ ra rằng con cái sẽ thích con cháu là con đực, nguyên lý Fisher giải thích lý do tại sao tỷ lệ giới tính luôn là 1:1 mà gần như không có ngoại lệ. Chọn lọc giới tính cũng được tìm thấy ở thực vật và nấm.
Sự duy trì việc sinh sản trong một thế giới cạnh tranh khốc liệt là một trong những mảnh ghép chính trong sinh học cho dù sinh sản vô tính có thể sinh sản nhanh hơn nhiều vì 50% con cái không phải con đực, bản thân chúng không có khả năng sinh ra con. Nhiều nguyên lý không riêng biệt đã được đề xuất, bao gồm cả tác động tích cực của một dạng chọn lọc bổ sung, chọn lọc giới tính, đối với khả năng bền bỉ của một loài.